# 長島一由
長島 一由（ながしま かずよし、1967年（昭和42年）1月18日 - ）は、日本の政治家、映画監督。
フジテレビ報道記者・ディレクター、神奈川県逗子市長（3期）、衆議院議員（1期）などを歴任した。現在は、ドキュメンタリー映像作家（なぎさ映像代表）、行政書士（長島法務コンサルティング行政書士事務所代表）、精神保健福祉士。

## 来歴
神奈川県川崎市出身。「一由」の名前の由来は「将来、国会に出る時に備えて選挙で名前が書きやすいように」と祖母が命名した。
1990年に早稲田大学教育学部を卒業後、フジテレビジョンに入社し、報道局政経部記者として農林水産省記者クラブ、旧建設省記者クラブ、ニュースJAPANディレクターなどを務めた。フジテレビ在職中の1993年に青山学院大学大学院国際政治学研究科政治学専攻修士課程を修了する。ニュースJAPANのディレクターとしてFNN報道特集の制作に携わり、のちに初監督したドキュメンタリー映画『The Calling -神様から与えられたお仕事-』の主人公である浅井力也の幼少期を密着取材した『小さな天才画家 -絵に託された想い-』を製作した。
フジテレビ在職中の1996年に東京大学大学院法学政治学研究科へ入学する。

### 衆議院議員選挙
1996年、第41回衆議院議員総選挙に神奈川4区から無所属で立候補して落選した。フジテレビは選挙休職制度があり、出馬しても会社を辞める必要がないために決意出来た、とのちに語る。将来のために貯蓄していた1040万円から、衆議院選挙の供託金に300万円を費やして残額でできることをやろうと志した。

### 鎌倉市議会議員
1997年、鎌倉市議会議員選挙に立候補して当選した。鎌倉市議会議員を務めた約1年7か月間に、鎌倉市の談合疑惑事件を追及して公正取引委員会へ告発したが、市議会一般質問で「鎌倉市の公共事業のほとんどが談合」などの発言を巡り、発言を取り消せ、取り消さない、と市議会が2週間も空転した。長島は最後まで発言を取り消さなかった。本件を契機に鎌倉市が全国地方自治体で初めて入札予定価格の公表を始めると、他自治体から問い合わせや視察があり、地方からでも世の中を変えられると長島は実感した。

### 逗子市長
1998年に鎌倉市議会議員を任期途中で辞職して逗子市長選挙に無所属で立候補した。現職市長ら3人を破り、全国最年少市長として初当選した。鎌倉市長選挙に立候補しなかった理由に、逗子市の方が小回りが利いて、逗子発のモデル事業が展開しやすいからと語る。
就任時は31歳で、36歳まで全国最年少市長であった。就任翌月に市内で催された成人式に当時20歳の妻が参加し、「夫が市長、妻が新成人」と報道された。
就任後に全国で初めて、市長交際費を廃止し、教育長を全国公募で任命し、公立学校全校で少人数授業を採用した。文化教育ゾーン整備事業に市民選択方式を導入して事業費用を約100億円を約67億円に圧縮し、図書館、文化ホール、温水プール、逗子小学校を順次建て替えた。図書館はスウェーデンハンゲ市の図書館を参考にデザインした。市道の歩道について、3年間で交差点の段差解消を13.6%から100%に整備し、バリアフリー化を図った。
2002年に逗子海岸花火大会を、市長のカウントダウンで開始、音楽と一体化、グランドフィナーレに集中投資した2002年に、日経の全国672自治体透明度ランキングで逗子市が1位となるとなる。2002年に逗子市長に再選される。逗子市まちづくり条例、逗子市景観条例、逗子市みどり条例を制定して東京ドーム約15個分の緑地を保全した。
2003年8月に在日米軍池子住宅地区の横浜市域側について住宅追加建設案が出されると、日本政府、神奈川県、逗子市による過去の三者合意に反するため市民に是非を問うとして市長を辞して市長選に立候補し、9月14日の市長選で3選された。逗子市は池子米軍家族住宅の追加建設について防衛施設庁と係争して敗訴した。2018年に国は計画を断念した。
2004年に日経の全国683自治体効率化・活性化度ランキングで逗子市が1位となる。市長在任7年間で経費が約55億5000万円の削減された。全国透明度ランキングは3回連続で全国1位となった。2004年に、市民の開示請求に対して「公文書は存在しない」と市が回答した場合に情報公開審査委員が必要と判断すれば市は新たな文書作成が求められる、と情報公開条例を改正した。2004年にポルトガルのナザレ市と国際友好都市として提携した。
2005年に、逗子海岸にランドマークとなる太陽の季節記念碑の建立を企画・立案して11月に除幕式を催した。
2006年4月から映画専門大学院大学で客員教授を務め、国政へ転身するため、同年12月の市長選挙に立候補せず任期満了で退任した。

### 衆議院議員
2007年1月から3月までアメリカ・ワシントンブルッキングス研究所客員研究員を兼任した。
2009年第45回衆議院議員総選挙に神奈川4区から民主党公認で立候補して初当選する。
内閣府行政刷新会議事業仕分人やテロ対策特別委員会理事を務める。逗子市長時代に構造改革特区提案して不採用とされた年金時効の延長などを実現した。
2012年11月16日に衆議院が解散すると、「任期の中で自分の使命を果たした」として11月21日に第46回衆議院議員総選挙は出馬しないことを正式に表明した。逗子市長在任中から衆議院議員を退任するまでの間、政治献金を一切受け取らなかった、と自著に記した。
衆議院議員在職中から横浜国立大学大学院社会科学研究科博士後期課程に在籍し、2014年に『議会による行政統制』で博士号を取得した。
2015年4月に東京芸術大学大学院映像研究科映画専攻修士課程に入学。2016年3月に監督兼プロデューサーを務めた映画『The Calling -神様から与えられたお仕事-』(THE CALLING -FROM THE HEAVEN-) が2016年第36回ハワイ国際映画祭で入選となりベストドキュメンタリー観客賞にノミネートされた。北欧のストックホルム、ヘルシンキ、カンガサラなど海外でも上映された。
2017年に東京芸術大学大学院映像研究科を修了する。

### 現在
長島法務コンサルティング行政書士事務所代表。行政書士、精神保健福祉士として、各種、法務コンサル業務に従事。
なぎさ映像代表。ドキュメンタリー映像作家として、新たな映画・映像制作や若手クリエイターの育成に取り組んでいる。
石垣島湘南国際ドキュメンタリー映画祭実行委員会委員長。

## 人物
- 神奈川県川崎市中原区武蔵小杉で生まれる。釣りが大好きで母方の祖母が住む横須賀の観音崎へ毎週末に出かけ、小学6年生の卒業アルバムに将来の夢は「石原裕次郎と加山雄三と小笠原諸島に行って1トンのイソマグロを釣り上げる」と記した。中学3年生でひとりで小笠原へ釣りにで出かけ、ユースホステルで知り合った大学生に受験について習う。高校のときに弁護士になろうと志望校を設定してから親身に勉強を始めた[42]。
- フジテレビの入社試験は4回の面接試験があった。長島の面接官のひとりに、報道センター編集長でのちに参議院議員になった澤雄二がいた。長島が入社後に「お前覚えているか、俺はお前の面接官をやったんだぞ。ウインドはどれくらいだって聞いたら、お前が『日本一です』というから、そりゃおもしれーってことで二重マルつけてやったんだぞ」と声をかけられた。当時は二次面接で二重マルを付けられた受験者はほぼ自動的に最終面接まで進むことができた[42]。
- 趣味はウィンドサーフィンで、18歳から始め、1987年全日本インカレ新人戦で優勝[43]した。1988年にボードセイリング・オリンピッククラス全日本選手権1位となり、バルセロナ五輪強化選手に選出された[44]。1989年にウインドサーファークラス世界大会（イタリア・シチリア島）で3位に入賞した[45][46]。運動は得意ではなく、中学校のときに柔道部の主将を務めたが軽量級で、たびたび負けていた。柔道とウインドサーフィンは活用する筋肉が同じで、日本は軽風が多くウインドサーフィンのレースは体重が軽く、ウインドサーフィンを始めて2週間でかなりのところまで行けると実感した[42]。2012年にRS-Oneクラス世界選手権（フィリピン・ボラカイ島）マスターズクラスで準優勝[47]し、2019年にウインドサーファークラス世界選手権（イタリア・ガルダ湖）でフリースタイル部門で決勝進出して世界6位となる[48]。2014年からウインドサーフィン世界選手権出場支援選抜（テクノ293ジャパンカップ）実行委員長を務める[49]。
- 映画、映像製作をライフワークのひとつとして、フジテレビ退職後、逗子市長時代に監督、撮影して逗子市のプロモーションビデオを制作した。出演：松任谷由実、みのもんたほか[50]。逗子湘南ロケーション映画祭を企画、実施した。最終審査委員は長島のほか、元フジテレビ・ゼネラルディレクター横澤彪、映画『家族ゲーム』プロデューサーの佐々木史朗、シナリオセンター講師の坂井昌三[51]。逗子市フィルムコミッションを立ち上げ、映画やドラマの誘致に取り組んだ[52]。映画・映像によるまちづくりの取り組みを著書『フィルムコミッションガイド』（WAVE出版）に取りまとめ、大学で客員教授を務めた[53]。
- 雑誌の編集長として、映画『テルマエ・ロマエ』をヒットさせたフジテレビの同期59人のひとりであった武内英樹監督を取材した[54]。この取材後、久しぶりの宴席で「長島、やっぱりテレビよりも映画のほうが面白いよ！観客の反応がダイレクトだから」と武内に刺激されて、芸大を受験して入学した[55]。2010年に好きな映画として「『ローマの休日』とか100回くらい見てます。記者になりたいと思ったきっかけの映画。『スミス都へ行く』は、政治家になってから見た映画。政治の良心みたいなものを感じさせてくれる作品。フランク・キャプラが監督で、別のキャプラ作品を見た。『昼下がりの情事』は全体の構成と、なんといってもラストシーンが卓越していて、何度見ても涙するし、感動します」[56]と語る。
- 2019年から石垣島・湘南国際ドキュメンタリー映画祭の実行委員長及び最終審査委員を務めている[57][58]。
- 妻の長島有里は元逗子市議会議員。1996年10月の衆議院選挙のボランティアに参加した有里と初めて出会い、半年後の鎌倉市議会議員選挙で付き合って3日で結婚しようと決めた[59]。長女のかれんはウインドサーフィンで2019年に世界選手権3位入賞、全日本学生チャンピオンになった[60][61]。次女もいる。

## 書籍
- 単著
  - 『浮動票の時代』（講談社）ISBN 978-4-06-272462-3
  - 『フィルムコミッションガイド　－映画・映像によるまちづくり－』（WAVE出版）ISBN 978-4-87290-319-5
  - 『普通の人が夢をかなえる50のヒント 出る杭は打たれる、出すぎた杭は打たれない』　ISBN 4-591-07429-3
  - 『報道ディレクター』 ISBN 4-89369-499-5
- 共著
  - 『青年市長　ニッポンの新世紀』（河出書房新社）全国青年市長会編
- 長島が主人公または、取り上げられた書籍
  - 『絶望に効くクスリ』（山田玲司）
  - 『金なし知名度なしで選挙に出る法』（石原里紗）
  - 『若き挑戦者たち』（古田秘馬）
  - 『35歳までに仕事運をつかむ魔法の言葉』（神山典士）